# Asura platyrhabda
Asura platyrhabda là một loài bướm đêm thuộc phân họ Arctiinae, họ Erebidae.